# NGC 2151
NGC 2151 је расејано звездано јато у сазвежђу Златна риба које се налази на NGC листи објеката дубоког неба.
Деклинација објекта је - 69° 1' 3" а ректасцензија 5h 56m 20,5s. Привидна величина (магнитуда) објекта NGC 2151 износи 13,2. NGC 2151 је још познат и под ознакама ESO 57-SC57.